# Marc Meganck
Pour les articles homonymes, voir Meganck.
Marc Meganck est un écrivain et historien belge de langue française né en 1975 à Bruxelles. Il est auteur de romans, de polars et de nouvelles.

## Biographie
Marc Meganck est né à Bruxelles en 1975. Il étudie l’histoire médiévale (1994-1999) et la gestion culturelle (2000) à l’université libre de Bruxelles. Il vit à Bruxelles.
Il publie son premier roman, Génération Raider chez Bernard Gilson en 2007 et, ensuite, collabore avec différents éditeurs (Michelin, Bernard Gilson éditeur, Aparté, 180° éditions, Zellige…).
Ses thèmes de prédilection sont divers, dont : les petits événements de la vie quotidienne, les bistrots de quartier, la déambulation urbaine, la référence au père… 
Depuis, il publie une trentaine de livres scientifiques et grand public sur l’histoire, le patrimoine, l’archéologie et la littérature. Il est aussi auteur de plusieurs romans policiers (Les Dessous de la Cambre ,2012, Le Pendu de l’Îlot Sacré, 2014 et Mercredi soir au Châtelain si tout va mal, 2015) qui mettent en scène le personnage de Van Kroetsch, un chômeur longue durée jouant au détective privé. Une Vie belge, publié en 2013 est un road-movie inter-générationnel.
En 2019, il remporte le Manneken-Prix du livre sur Bruxelles, pour Amour et désamour. Regards d’écrivains sur Bruxelles, 1845-1978.
La ville de Bruxelles est présente dans tous ses livres, fiction ou documentaires. Il publie un grand nombre d'ouvrages sur l'histoire et le patrimoine de la ville.
Il est attaché aux Musées royaux d’Art et d’Histoire (Bruxelles), Archéologie nationale, de 2003 à 2018, chargé de mission auprès de la Direction des Monuments et des Sites de la Région de Bruxelles-Capital,.
Il est membre du comité de rédaction de la revue trimestrielle Demeures Historiques et Jardins.
Il contribue à la revue littéraire Marginales.

## Œuvres

### Fiction

#### Romans
- Génération Raider, Bernard Gilson éditeur, 2007
- Deux fois par an, Bernard Gilson éditeur, 2009
- Port-au-Persil, Bernard Gilson éditeur, 2010
- Une vie belge, 180° éditions, 2013
- Si tu m'attends je vais changer ta vie, Zellige, coll. Vents du Nord, 2015
- Après nous les nuages, 180° éditions, 2017
- Le jour où mon père n'a plus eu le dernier mot, F. Deville, 2022[7]
- Vert Atlantique, F. Deville, 2023

##### Série Van Kroetsch (polars)
1. Les Dessous de la Cambre, 180° éditions, 2012
2. Le Pendu de l'Îlot Sacré, 180° éditions, 2014
3. Mercredi soir au Châtelain si tout va mal, 180° éditions, 2015
4. Les faire taire à jamais, Lamiroy, 2021

#### Nouvelles
- Tout ça (in: Ahmed, collectif), Bernard Gilson éditeur, 2009
- Camionnette rouge, Bernard Gilson éditeur, 2010 (nouvelles)
- Métro Valdy (in: Impressions de Bruxelles, collectif), 180° éditions, 2013
- Au sud des jours ordinaires (illustrations  d'Aurélie Russanowska), 180° éditions, 2016 (micro-nouvelles)
- Juste une nuit comme avant, Lamiroy, coll. Opuscule (n°5), 2017
- Profiter des vivants (in: Les bonnes résolutions, collectif), Lamiroy, coll. Opuscule, Hors-Série (n°1) 2018
- L'intuition, Lamiroy, coll. Opuscule (n°58), 2018
- Ne dis rien,... surtout pas (in: Gainsbourg, collectif), Lamiroy, coll. Opuscule, Hors-Série (n°10) 2021

### Essais

#### Littérature
- André-Marcel Adamek, Bernard Gilson éditeur, 2002 (analyse littéraire)
- Amour et désamour. Regards d'écrivains sur Bruxelles (1845-1978), Musée de la Ville de Bruxelles, coll. Historia Bruxellae (n°20), 2018
- D'écrire la ville. Sur les chemins d'ombre et de lumière (in: Bruxelles Patrimoines n°31, collectif), Urban.brussels, 2019 (récit)
- Éloge de la bière (dessins et gravures de Dany Gilson), 180° éditions, 2020
- Victor Hugo. Les années d'exil et d'écriture à Bruxelles, Lamiroy, coll. L'article (n°4), 2021

Musique
- The Cure, Disintegration. Toute la profondeur du monde (illustrations de Frédéricque Bigonville), Lamiroy, coll. Extra, 2019

#### Histoire et archéologie
- La Pêche en mer du Nord, de l'estuaire de l'Escaut à la baie de Somme, Bernard Gilson éditeur, Bruxelles, 2002.
- Les Escaliers de Bruxelles (avec Stéphanie Masuy), Bernard Gilson éditeur, Bruxelles, 2002.
- Bruxelles de tour en tour (photos de Xavier Claes), Aparté, Bruxelles, 2004.
- Côte belge (photos de Xavier Claes), Éditions Déclics, Paris, 2005.
- Vers l’eau claire (photos de Xavier Claes), Aparté, Bruxelles, 2006.
- Bruxelles par-delà les murs (photos de Xavier Claes), Aparté, Bruxelles, 2006.
- Le Patrimoine monastique en région bruxelloise. Histoire et intégration dans la ville contemporaine (photos de Xavier Claes), CFC éditions, coll. Lieux de Mémoire, Bruxelles, 2009.
- Le Patrimoine rural, Direction des Monuments et Sites, coll. Bruxelles, Ville d'Art et d'Histoire (n°49), Bruxelles, 2009.
- Atlas du sous-sol archéologique de la Région de Bruxelles (collectif), tomes 13 à 24 (douze volumes), Musées royaux d’Art et d’Histoire – Direction des Monuments et Sites, Bruxelles, 2004-2012.
- Bruxelles mis au jour. Archéologie d'une région (avec Hans Blanchaert), Direction des Monuments et Sites, Bruxelles, 2013.
- Bruxelles disparu, 180° éditions, Bruxelles, 2013.
- Bruxelles disparu 2, 180° éditions, Bruxelles, 2014.
- Retour au littoral, 180° éditions, Bruxelles, 2015.
- Remigio Cantagallina. Un artiste florentin à Bruxelles au début du XVIIe siècle (coord.), Direction des Monuments et Sites, Bruxelles, 2017.
- Sur les traces de Bernard van Orley. Itinéraire d'un peintre bruxellois de la Renaissance (coord.), Bruxelles Urbanisme et Patrimoine, Bruxelles, 2019.
- Bruxelles. En cheminant sur la ligne du temps, 180° éditions, Sion, 2020.